# Vuelta a España 2013
La Vuelta a España 2013, sessantottesima edizione della corsa e valida come ventiduesima prova dell'UCI World Tour 2013, si è svolta in ventuno tappe dal 24 agosto al 15 settembre 2013, per un percorso di 3 358,9 km. La vittoria è andata allo statunitense Chris Horner, in forza alla RadioShack-Leopard, che ha concluso la corsa in 84h36'04".

## Tappe
| Tappa  | Data         | Percorso                                                | km      | Vincitore di tappa | Leader cl. generale |
| ------ | ------------ | ------------------------------------------------------- | ------- | ------------------ | ------------------- |
| 1ª     | 24 agosto    | Vilanova de Arousa > Sanxenxo (cron. a squadre)         | 27,4    | Astana Pro Team    | Janez Brajkovič     |
| 2ª     | 25 agosto    | Pontevedra > Baiona (Alto do Monte da Groba)            | 177,7   | Nicolas Roche      | Vincenzo Nibali     |
| 3ª     | 26 agosto    | Vigo > Vilagarcía de Arousa (Mirador de Lobeira)        | 184,8   | Chris Horner       | Chris Horner        |
| 4ª     | 27 agosto    | Lalín > Finisterre                                      | 189     | Daniel Moreno      | Vincenzo Nibali     |
| 5ª     | 28 agosto    | Sober > Lago di Sanabria                                | 174,3   | Michael Matthews   | Vincenzo Nibali     |
| 6ª     | 29 agosto    | Guijuelo > Cáceres                                      | 175     | Michael Mørkøv     | Vincenzo Nibali     |
| 7ª     | 30 agosto    | Almendralejo > Mairena del Aljarafe                     | 205,9   | Zdeněk Štybar      | Vincenzo Nibali     |
| 8ª     | 31 agosto    | Jerez de la Frontera > Estepona (Alto de Peñas Blancas) | 166,6   | Leopold König      | Nicolas Roche       |
| 9ª     | 1º settembre | Antequera > Valdepeñas                                  | 163,7   | Daniel Moreno      | Daniel Moreno       |
| 10ª    | 2 settembre  | Torredelcampo > Güéjar Sierra (Alto de Hazallanas)      | 186,8   | Chris Horner       | Chris Horner        |
|        | 3 settembre  | giorno di riposo                                        |         |                    |                     |
| 11ª    | 4 settembre  | Tarazona > Tarazona (cron. individuale)                 | 38,8    | Fabian Cancellara  | Vincenzo Nibali     |
| 12ª    | 5 settembre  | Maella > Tarragona                                      | 164,2   | Philippe Gilbert   | Vincenzo Nibali     |
| 13ª    | 6 settembre  | Valls > Castelldefels                                   | 169     | Warren Barguil     | Vincenzo Nibali     |
| 14ª    | 7 settembre  | Bagà > Andorra (Collada de la Gallina) (AND)            | 155,7   | Daniele Ratto      | Vincenzo Nibali     |
| 15ª    | 8 settembre  | Andorra (AND) > Peyragudes (FRA)                        | 224,9   | Alexandre Geniez   | Vincenzo Nibali     |
| 16ª    | 9 settembre  | Graus > Sallent de Gállego (Aramón Formigal)            | 146,8   | Warren Barguil     | Vincenzo Nibali     |
|        | 10 settembre | giorno di riposo                                        |         |                    |                     |
| 17ª    | 11 settembre | Calahorra > Burgos                                      | 189     | Bauke Mollema      | Vincenzo Nibali     |
| 18ª    | 12 settembre | Burgos > Peña Cabarga                                   | 186,5   | Vasil' Kiryenka    | Vincenzo Nibali     |
| 19ª    | 13 settembre | San Vicente de la Barquera > Oviedo (Alto del Naranco)  | 181     | Joaquim Rodríguez  | Chris Horner        |
| 20ª    | 14 settembre | Avilés > Alto de El Angliru                             | 142,2   | Kenny Elissonde    | Chris Horner        |
| 21ª    | 15 settembre | Leganés > Madrid                                        | 109,6   | Michael Matthews   | Chris Horner        |
| Totale | Totale       | Totale                                                  | 3 358,9 |                    |                     |

## Squadre e corridori partecipanti
Alla Vuelta a España 2013 sono state invitate 22 squadre, le diciannove iscritte all'UCI ProTour più tre formazioni con licenza Professional Continental, la spagnola Caja Rural-Seguros RGA, la francese Cofidis, Solutions Credits e la tedesca Team NetApp-Endura.
| N.      | Cod. | Squadra                    |
| ------- | ---- | -------------------------- |
| 1-9     | MOV  | Movistar Team              |
| 11-19   | ALM  | AG2R La Mondiale           |
| 21-29   | ARG  | Argos-Shimano              |
| 31-39   | AST  | Astana Pro Team            |
| 41-49   | BEL  | Belkin Pro Cycling Team    |
| 51-59   | BMC  | BMC Racing Team            |
| 61-69   | CJR  | Caja Rural-Seguros RGA     |
| 71-79   | CAN  | Cannondale Pro Cycling     |
| 81-89   | COF  | Cofidis, Solutions Credits |
| 91-99   | EUS  | Euskaltel-Euskadi          |
| 101-109 | FDJ  | FDJ.fr                     |

| N.      | Cod. | Squadra                |
| ------- | ---- | ---------------------- |
| 111-119 | GRS  | Garmin-Sharp           |
| 121-129 | KAT  | Katusha Team           |
| 131-139 | LAM  | Lampre-Merida          |
| 141-149 | LTB  | Lotto-Belisol Team     |
| 151-159 | TNE  | Team NetApp-Endura     |
| 161-169 | OPQ  | Omega Pharma-Quickstep |
| 171-179 | OGE  | Orica-GreenEDGE        |
| 181-189 | RLT  | RadioShack-Leopard     |
| 191-199 | SKY  | Sky Procycling         |
| 201-209 | TST  | Team Saxo-Tinkoff      |
| 211-219 | VCD  | Vacansoleil-DCM        |

## Dettaglio delle tappe

### 1ª tappa
- 24 agosto: Vilanova de Arousa > Sanxenxo – Cronometro a squadre – 27,4 km

Risultati
| Pos. | Squadra                | Tempo  |
| ---- | ---------------------- | ------ |
| 1    | Astana Pro Team        | 29'59" |
| 2    | RadioShack-Leopard     | a 10"  |
| 3    | Omega Pharma-Quickstep | a 16"  |

| Pos. | Corridore       | Squadra | Tempo  |
| ---- | --------------- | ------- | ------ |
| 1    | Janez Brajkovič | Astana  | 29'59" |
| 2    | Vincenzo Nibali | Astana  | s.t.   |
| 3    | Paolo Tiralongo | Astana  | s.t.   |

### 2ª tappa
- 25 agosto: Pontevedra > Baiona (Alto do Monte da Groba) – 177,7 km

Risultati
| Pos. | Corridore          | Squadra | Tempo    |
| ---- | ------------------ | ------- | -------- |
| 1    | Nicolas Roche      | Saxo    | 4h37'09" |
| 2    | Daniel Moreno      | Katusha | a 2"     |
| 3    | Domenico Pozzovivo | AG2R    | a 6"     |

| Pos. | Corridore       | Squadra    | Tempo    |
| ---- | --------------- | ---------- | -------- |
| 1    | Vincenzo Nibali | Astana     | 5h07'22" |
| 2    | Nicolas Roche   | Saxo       | a 8"     |
| 3    | Haimar Zubeldia | RadioShack | a 10"    |

### 3ª tappa
- 26 agosto: Vigo > Vilagarcía de Arousa (Mirador de Lobeira) – 184,8 km

Risultati
| Pos. | Corridore          | Squadra    | Tempo    |
| ---- | ------------------ | ---------- | -------- |
| 1    | Chris Horner       | RadioShack | 4h30'18" |
| 2    | Alejandro Valverde | Movistar   | a 3"     |
| 3    | Joaquim Rodríguez  | Katusha    | s.t.     |

| Pos. | Corridore       | Squadra    | Tempo    |
| ---- | --------------- | ---------- | -------- |
| 1    | Chris Horner    | RadioShack | 9h37'40" |
| 2    | Vincenzo Nibali | Astana     | a 3"     |
| 3    | Nicolas Roche   | Saxo       | a 11"    |

### 4ª tappa
- 27 agosto: Lalín > Finisterre – 189 km

Risultati
| Pos. | Corridore         | Squadra    | Tempo    |
| ---- | ----------------- | ---------- | -------- |
| 1    | Daniel Moreno     | Katusha    | 4h37'47" |
| 2    | Fabian Cancellara | RadioShack | s.t.     |
| 3    | Michael Matthews  | Orica      | s.t.     |

| Pos. | Corridore       | Squadra    | Tempo     |
| ---- | --------------- | ---------- | --------- |
| 1    | Vincenzo Nibali | Astana     | 14h15'30" |
| 2    | Chris Horner    | RadioShack | a 3"      |
| 3    | Nicolas Roche   | Saxo       | a 8"      |

### 5ª tappa
- 28 agosto: Sober > Lago di Sanabria – 174,3 km

Risultati
| Pos. | Corridore           | Squadra | Tempo    |
| ---- | ------------------- | ------- | -------- |
| 1    | Michael Matthews    | Orica   | 4h28'22" |
| 2    | Maximiliano Richeze | Lampre  | s.t.     |
| 3    | Gianni Meersman     | Omega   | s.t.     |

| Pos. | Corridore       | Squadra    | Tempo     |
| ---- | --------------- | ---------- | --------- |
| 1    | Vincenzo Nibali | Astana     | 18h43'52" |
| 2    | Chris Horner    | RadioShack | a 3"      |
| 3    | Nicolas Roche   | Saxo       | a 8"      |

### 6ª tappa
- 29 agosto: Guijuelo > Cáceres – 175 km

Risultati
| Pos. | Corridore           | Squadra    | Tempo    |
| ---- | ------------------- | ---------- | -------- |
| 1    | Michael Mørkøv      | Saxo       | 3h54'15" |
| 2    | Maximiliano Richeze | Lampre     | s.t.     |
| 3    | Fabian Cancellara   | RadioShack | s.t.     |

| Pos. | Corridore       | Squadra    | Tempo     |
| ---- | --------------- | ---------- | --------- |
| 1    | Vincenzo Nibali | Astana     | 22h38'07" |
| 2    | Chris Horner    | RadioShack | a 3"      |
| 3    | Nicolas Roche   | Saxo       | a 8"      |

### 7ª tappa
- 30 agosto: Almendralejo > Mairena del Aljarafe – 205,9 km

Risultati
| Pos. | Corridore        | Squadra      | Tempo    |
| ---- | ---------------- | ------------ | -------- |
| 1    | Zdeněk Štybar    | Omega Pharma | 4h51'27" |
| 2    | Philippe Gilbert | BMC          | s.t.     |
| 3    | Robert Wagner    | Belkin       | a 1"     |

| Pos. | Corridore       | Squadra    | Tempo     |
| ---- | --------------- | ---------- | --------- |
| 1    | Vincenzo Nibali | Astana     | 27h29'35" |
| 2    | Chris Horner    | RadioShack | a 3"      |
| 3    | Nicolas Roche   | Saxo       | a 8"      |

### 8ª tappa
- 31 agosto: Jerez de la Frontera > Estepona (Alto de Peñas Blancas) – 166,6 km

Risultati
| Pos. | Corridore     | Squadra | Tempo    |
| ---- | ------------- | ------- | -------- |
| 1    | Leopold König | NetApp  | 4h09'46" |
| 2    | Daniel Moreno | Katusha | a 1"     |
| 3    | Nicolas Roche | Saxo    | a 5"     |

| Pos. | Corridore     | Squadra    | Tempo     |
| ---- | ------------- | ---------- | --------- |
| 1    | Nicolas Roche | Saxo       | 31h39'30" |
| 2    | Chris Horner  | RadioShack | a 17"     |
| 3    | Daniel Moreno | Katusha    | s.t.      |

### 9ª tappa
- 1º settembre: Antequera > Valdepeñas – 163,7 km

Risultati
| Pos. | Corridore          | Squadra  | Tempo    |
| ---- | ------------------ | -------- | -------- |
| 1    | Daniel Moreno      | Katusha  | 4h18'57" |
| 2    | Alejandro Valverde | Movistar | a 4"     |
| 3    | Joaquim Rodríguez  | Katusha  | s.t.     |

| Pos. | Corridore       | Squadra | Tempo     |
| ---- | --------------- | ------- | --------- |
| 1    | Daniel Moreno   | Katusha | 35h58'34" |
| 2    | Nicolas Roche   | Saxo    | a 1"      |
| 3    | Vincenzo Nibali | Astana  | a 19"     |

### 10ª tappa
- 2 settembre: Torredelcampo > Güéjar-Sierra (Alto de Hazallanas) – 186,8 km

Risultati
| Pos. | Corridore          | Squadra    | Tempo    |
| ---- | ------------------ | ---------- | -------- |
| 1    | Chris Horner       | RadioShack | 4h30'22" |
| 2    | Vincenzo Nibali    | Astana     | a 48"    |
| 3    | Alejandro Valverde | Movistar   | a 1'02"  |

| Pos. | Corridore       | Squadra    | Tempo     |
| ---- | --------------- | ---------- | --------- |
| 1    | Chris Horner    | RadioShack | 40h29'14" |
| 2    | Vincenzo Nibali | Astana     | a 43"     |
| 3    | Nicolas Roche   | Saxo       | a 53"     |

### 11ª tappa
- 4 settembre: Tarazona > Tarazona – Cronometro individuale – 38,8 km

Risultati
| Pos. | Corridore          | Squadra    | Tempo   |
| ---- | ------------------ | ---------- | ------- |
| 1    | Fabian Cancellara  | RadioShack | 51'00"  |
| 2    | Tony Martin        | Omega      | a 37"   |
| 3    | Domenico Pozzovivo | AG2R       | a 1'24" |

| Pos. | Corridore          | Squadra  | Tempo     |
| ---- | ------------------ | -------- | --------- |
| 1    | Vincenzo Nibali    | Astana   | 41h22'22" |
| 2    | Nicolas Roche      | Saxo     | a 33"     |
| 3    | Alejandro Valverde | Movistar | a 46"     |

### 12ª tappa
- 5 settembre: Maella > Tarragona – 164,2 km

Risultati
| Pos. | Corridore           | Squadra | Tempo    |
| ---- | ------------------- | ------- | -------- |
| 1    | Philippe Gilbert    | BMC     | 4h03'44" |
| 2    | Edvald B. Hagen     | Sky     | s.t.     |
| 3    | Maximiliano Richeze | Lampre  | s.t.     |

| Pos. | Corridore          | Squadra  | Tempo     |
| ---- | ------------------ | -------- | --------- |
| 1    | Vincenzo Nibali    | Astana   | 45h26'06" |
| 2    | Nicolas Roche      | Saxo     | a 31"     |
| 3    | Alejandro Valverde | Movistar | a 46"     |

### 13ª tappa
- 6 settembre: Valls > Castelldefels – 169 km

Risultati
| Pos. | Corridore         | Squadra | Tempo    |
| ---- | ----------------- | ------- | -------- |
| 1    | Warren Barguil    | Argos   | 4h00'13" |
| 2    | Rinaldo Nocentini | AG2R    | a 7"     |
| 3    | Bauke Mollema     | Belkin  | s.t.     |

| Pos. | Corridore          | Squadra  | Tempo     |
| ---- | ------------------ | -------- | --------- |
| 1    | Vincenzo Nibali    | Astana   | 49h29'02" |
| 2    | Nicolas Roche      | Saxo     | a 31"     |
| 3    | Alejandro Valverde | Movistar | a 46"     |

### 14ª tappa
- 7 settembre: Andorra (Collada de la Gallina) (Andorra) – 155,7 km

Risultati
| Pos. | Corridore       | Squadra    | Tempo    |
| ---- | --------------- | ---------- | -------- |
| 1    | Daniele Ratto   | Cannondale | 4h24'00" |
| 2    | Vincenzo Nibali | Astana     | a 3'53"  |
| 3    | Chris Horner    | RadioShack | a 3'55"  |

| Pos. | Corridore          | Squadra    | Tempo     |
| ---- | ------------------ | ---------- | --------- |
| 1    | Vincenzo Nibali    | Astana     | 53h56'49" |
| 2    | Chris Horner       | RadioShack | a 50"     |
| 3    | Alejandro Valverde | Movistar   | a 1'42"   |

### 15ª tappa
- 8 settembre: Andorra (Andorra) > Peyragudes (Francia) – 224,9 km

Risultati
| Pos. | Corridore        | Squadra | Tempo    |
| ---- | ---------------- | ------- | -------- |
| 1    | Alexandre Geniez | FDJ     | 6h20'12" |
| 2    | Michele Scarponi | Lampre  | a 3'03"  |
| 3    | Nicolas Roche    | Saxo    | a 3'07"  |

| Pos. | Corridore          | Squadra    | Tempo     |
| ---- | ------------------ | ---------- | --------- |
| 1    | Vincenzo Nibali    | Astana     | 60h20'21" |
| 2    | Chris Horner       | RadioShack | a 50"     |
| 3    | Alejandro Valverde | Movistar   | a 1'42"   |

### 16ª tappa
- 9 settembre: Graus > Sallent de Gállego (Aramón Formigal) – 146,8 km

Risultati
| Pos. | Corridore        | Squadra | Tempo    |
| ---- | ---------------- | ------- | -------- |
| 1    | Warren Barguil   | Argos   | 3h43'31" |
| 2    | Rigoberto Urán   | Sky     | s.t.     |
| 3    | Bartosz Huzarski | NetApp  | a 3"     |

| Pos. | Corridore          | Squadra    | Tempo     |
| ---- | ------------------ | ---------- | --------- |
| 1    | Vincenzo Nibali    | Astana     | 64h06'01" |
| 2    | Chris Horner       | RadioShack | a 28"     |
| 3    | Alejandro Valverde | Movistar   | a 1'14"   |

### 17ª tappa
- 11 settembre: Calahorra > Burgos – 189 km

Risultati
| Pos. | Corridore           | Squadra | Tempo    |
| ---- | ------------------- | ------- | -------- |
| 1    | Bauke Mollema       | Belkin  | 4h44'28" |
| 2    | Edvald B. Hagen     | Sky     | s.t.     |
| 3    | Maximiliano Richeze | Lampre  | s.t.     |

| Pos. | Corridore          | Squadra    | Tempo     |
| ---- | ------------------ | ---------- | --------- |
| 1    | Vincenzo Nibali    | Astana     | 68h50'29" |
| 2    | Chris Horner       | RadioShack | a 28"     |
| 3    | Alejandro Valverde | Movistar   | a 1'14"   |

### 18ª tappa
- 12 settembre: Burgos > Peña Cabarga – 186,5 km

Risultati
| Pos. | Corridore       | Squadra | Tempo    |
| ---- | --------------- | ------- | -------- |
| 1    | Vasil' Kiryenka | Sky     | 4h46'48" |
| 2    | Chris Sørensen  | Saxo    | a 28"    |
| 3    | Adam Hansen     | Lotto   | a 1'18"  |

| Pos. | Corridore          | Squadra    | Tempo     |
| ---- | ------------------ | ---------- | --------- |
| 1    | Vincenzo Nibali    | Astana     | 73h39'35" |
| 2    | Chris Horner       | RadioShack | a 3"      |
| 3    | Alejandro Valverde | Movistar   | a 1'09"   |

### 19ª tappa
- 13 settembre: San Vicente de la Barquera > Oviedo (Alto Naranco) – 181 km

Risultati
| Pos. | Corridore         | Squadra | Tempo    |
| ---- | ----------------- | ------- | -------- |
| 1    | Joaquim Rodríguez | Katusha | 4h16'13" |
| 2    | Diego Ulissi      | Lampre  | a 11"    |
| 3    | Daniel Moreno     | Katusha | s.t.     |

| Pos. | Corridore          | Squadra    | Tempo     |
| ---- | ------------------ | ---------- | --------- |
| 1    | Chris Horner       | RadioShack | 77h56'05" |
| 2    | Vincenzo Nibali    | Astana     | a 3"      |
| 3    | Alejandro Valverde | Movistar   | a 1'06"   |

### 20ª tappa
- 14 settembre: Avilés > Alto de El Angliru – 142,2 km

Risultati
| Pos. | Corridore          | Squadra    | Tempo    |
| ---- | ------------------ | ---------- | -------- |
| 1    | Kenny Elissonde    | FDJ        | 3h55'36" |
| 2    | Chris Horner       | RadioShack | a 26"    |
| 3    | Alejandro Valverde | Movistar   | a 54"    |

| Pos. | Corridore          | Squadra    | Tempo     |
| ---- | ------------------ | ---------- | --------- |
| 1    | Chris Horner       | RadioShack | 81h52'01" |
| 2    | Vincenzo Nibali    | Astana     | a 37"     |
| 3    | Alejandro Valverde | Movistar   | a 1'36"   |

### 21ª tappa
- 15 settembre: Leganés > Madrid – 109,6 km

Risultati
| Pos. | Corridore        | Squadra | Tempo    |
| ---- | ---------------- | ------- | -------- |
| 1    | Michael Matthews | Orica   | 2h44'00" |
| 2    | Tyler Farrar     | Garmin  | s.t.     |
| 3    | Nikias Arndt     | Argos   | s.t.     |

| Pos. | Corridore          | Squadra    | Tempo     |
| ---- | ------------------ | ---------- | --------- |
| 1    | Chris Horner       | RadioShack | 84h36'04" |
| 2    | Vincenzo Nibali    | Astana     | a 37"     |
| 3    | Alejandro Valverde | Movistar   | a 1'36"   |

## Evoluzione delle classifiche
| Tappa              | Vincitore          | Classifica generale Maglia rossa | Classifica a punti Maglia verde | Classifica della montagna Maglia a pois | Classifica combinata Maglia bianca | Classifica a squadre | Premio combattività  |
| ------------------ | ------------------ | -------------------------------- | ------------------------------- | --------------------------------------- | ---------------------------------- | -------------------- | -------------------- |
| 1ª                 | Astana Pro Team    | Janez Brajkovič                  | non assegnata                   | non assegnata                           | non assegnata                      | Astana Pro Team      | Janez Brajkovič      |
| 2ª                 | Nicolas Roche      | Vincenzo Nibali                  | Nicolas Roche                   | Nicolas Roche                           | Nicolas Roche                      | RadioShack-Leopard   | Alex Rasmussen       |
| 3ª                 | Chris Horner       | Chris Horner                     | Nicolas Roche                   | Nicolas Roche                           | Nicolas Roche                      | RadioShack-Leopard   | Pablo Urtasun        |
| 4ª                 | Daniel Moreno      | Vincenzo Nibali                  | Daniel Moreno                   | Nicolas Roche                           | Nicolas Roche                      | RadioShack-Leopard   | Nicolas Edet         |
| 5ª                 | Michael Matthews   | Vincenzo Nibali                  | Daniel Moreno                   | Nicolas Roche                           | Nicolas Roche                      | RadioShack-Leopard   | Antonio Piedra       |
| 6ª                 | Michael Mørkøv     | Vincenzo Nibali                  | Michael Matthews                | Nicolas Roche                           | Nicolas Roche                      | RadioShack-Leopard   | Tony Martin          |
| 7ª                 | Zdeněk Štybar      | Vincenzo Nibali                  | Michael Matthews                | Nicolas Roche                           | Nicolas Roche                      | RadioShack-Leopard   | Javier Aramendia     |
| 8ª                 | Leopold König      | Nicolas Roche                    | Daniel Moreno                   | Nicolas Roche                           | Nicolas Roche                      | Team Saxo-Tinkoff    | Antonio Piedra       |
| 9ª                 | Daniel Moreno      | Daniel Moreno                    | Daniel Moreno                   | Nicolas Roche                           | Daniel Moreno                      | Movistar Team        | Javier Aramendia     |
| 10ª                | Chris Horner       | Chris Horner                     | Daniel Moreno                   | Chris Horner                            | Chris Horner                       | Team Saxo-Tinkoff    | Juan Antonio Flecha  |
| 11ª                | Fabian Cancellara  | Vincenzo Nibali                  | Daniel Moreno                   | Chris Horner                            | Nicolas Roche                      | Astana Pro Team      | Fabian Cancellara    |
| 12ª                | Philippe Gilbert   | Vincenzo Nibali                  | Daniel Moreno                   | Chris Horner                            | Nicolas Roche                      | Astana Pro Team      | Fabricio Ferrari     |
| 13ª                | Warren Barguil     | Vincenzo Nibali                  | Daniel Moreno                   | Chris Horner                            | Nicolas Roche                      | Astana Pro Team      | Michele Scarponi     |
| 14ª                | Daniele Ratto      | Vincenzo Nibali                  | Alejandro Valverde              | Daniele Ratto                           | Chris Horner                       | Astana Pro Team      | Daniele Ratto        |
| 15ª                | Alexandre Geniez   | Vincenzo Nibali                  | Alejandro Valverde              | Nicolas Edet                            | Chris Horner                       | Astana Pro Team      | Alexandre Geniez     |
| 16ª                | Warren Barguil     | Vincenzo Nibali                  | Alejandro Valverde              | Nicolas Edet                            | Chris Horner                       | Euskaltel-Euskadi    | Juan Antonio Flecha  |
| 17ª                | Bauke Mollema      | Vincenzo Nibali                  | Alejandro Valverde              | Nicolas Edet                            | Chris Horner                       | Euskaltel-Euskadi    | Javier Aramendia     |
| 18ª                | Vasil' Kiryenka    | Vincenzo Nibali                  | Alejandro Valverde              | Nicolas Edet                            | Chris Horner                       | Euskaltel-Euskadi    | Egoi Martínez        |
| 19ª                | Joaquim Rodríguez  | Chris Horner                     | Alejandro Valverde              | Nicolas Edet                            | Chris Horner                       | Euskaltel-Euskadi    | Edvald Boasson Hagen |
| 20ª                | Kenny Elissonde    | Chris Horner                     | Alejandro Valverde              | Nicolas Edet                            | Chris Horner                       | Euskaltel-Euskadi    | David Arroyo         |
| 21ª                | Michael Matthews   | Chris Horner                     | Alejandro Valverde              | Nicolas Edet                            | Chris Horner                       | Euskaltel-Euskadi    | Javier Aramendia     |
| Classifiche finali | Classifiche finali | Chris Horner                     | Alejandro Valverde              | Nicolas Edet                            | Chris Horner                       | Euskaltel-Euskadi    | Javier Aramendia     |

Maglie indossate da altri ciclisti in caso di due o più maglie vinte
- Nella 3ª e nella 4ª tappa Daniel Moreno indossò la maglia a pois e Alejandro Valverde quella bianca al posto di Nicolas Roche.
- Nella 5ª tappa Chris Horner indossò la maglia bianca al posto di Nicolas Roche.
- Dalla 6ª alla 9ª tappa Daniel Moreno indossò la maglia bianca al posto di Nicolas Roche.
- Nella 10ª tappa Nicolas Roche indossò la maglia verde e Leopold König quella bianca al posto di Daniel Moreno.
- Nella 11ª tappa Nicolas Roche indossò la maglia a pois e Daniel Moreno quella bianca al posto di Chris Horner.
- Nella 20ª tappa Nicolas Roche indossò la maglia bianca al posto di Chris Horner.
- Nella 21ª tappa Vincenzo Nibali indossò la maglia bianca al posto di Chris Horner.

## Classifiche finali

### Classifica generale - Maglia rossa
| Pos. | Corridore          | Squadra    | Tempo     |
| ---- | ------------------ | ---------- | --------- |
| 1    | Chris Horner       | RadioShack | 84h36'04" |
| 2    | Vincenzo Nibali    | Astana     | a 37"     |
| 3    | Alejandro Valverde | Movistar   | a 1'36"   |
| 4    | Joaquim Rodríguez  | Katusha    | a 3'22"   |
| 5    | Nicolas Roche      | Saxo       | a 7'11"   |
| 6    | Domenico Pozzovivo | AG2R       | a 8'00"   |
| 7    | Thibaut Pinot      | FDJ        | a 8'41"   |
| 8    | Samuel Sánchez     | Euskaltel  | a 9'51"   |
| 9    | Leopold König      | NetApp     | a 10'11"  |
| 10   | Daniel Moreno      | Katusha    | a 13'11"  |

### Classifica a punti - Maglia verde
| Pos. | Corridore          | Squadra    | Punti |
| ---- | ------------------ | ---------- | ----- |
| 1    | Alejandro Valverde | Movistar   | 152   |
| 2    | Chris Horner       | RadioShack | 126   |
| 3    | Joaquim Rodríguez  | Katusha    | 125   |
| 4    | Nicolas Roche      | Saxo       | 122   |
| 5    | Daniel Moreno      | Katusha    | 119   |

### Classifica scalatori - Maglia a pois
| Pos. | Corridore       | Squadra    | Punti |
| ---- | --------------- | ---------- | ----- |
| 1    | Nicolas Edet    | Cofidis    | 46    |
| 2    | Chris Horner    | RadioShack | 32    |
| 3    | Daniele Ratto   | Cannondale | 30    |
| 4    | André Cardoso   | Caja Rural | 26    |
| 5    | Vincenzo Nibali | Astana     | 23    |

### Classifica combinata - Maglia bianca
| Pos. | Corridore          | Squadra      | Punti |
| ---- | ------------------ | ------------ | ----- |
| 1    | Chris Horner       | RadioShack   | 5     |
| 2    | Vincenzo Nibali    | Astana       | 13    |
| 3    | Alejandro Valverde | Movistar     | 17    |
| 4    | Nicolas Roche      | Saxo-Tinkoff | 17    |
| 5    | Joaquim Rodríguez  | Katusha Team | 27    |

### Classifica a squadre
| Pos. | Squadra                | Tempo      |
| ---- | ---------------------- | ---------- |
| 1    | Euskaltel-Euskadi      | 253h29'35" |
| 2    | Movistar Team          | a 1'02"    |
| 3    | Astana Pro Team        | a 1'30"    |
| 4    | Team Saxo-Tinkoff      | a 9'56"    |
| 5    | Caja Rural-Seguros RGA | a 33'48"   |